# Arthur Symons
Arthur William Symons (Milford Haven, Pembrokeshire, Inglaterra, 28 de febrero de 1865 - Wittersham, Kent, 22 de enero de 1945) fue un poeta, crítico y editor inglés, introductor del simbolismo en el Reino Unido.

## Biografía
Nacido en Gales, de padres procedentes de Cornualles, Symons recibió educación privada y pasó mucho tiempo en Francia e Italia. Entre 1884-1886 editó obras contenidas en el llamado Shakespeare Quarto Facsimiles, y entre 1888-1889 siete obras de Shakespeare del repertorio del actor Henry Irving. Trabajó en la revista Athenaeum en 1891, y en la Saturday Review en 1894, pero su mayor éxito editorial le llegó con la efímera revista The Savoy, donde publicó obras de W. B. Yeats, Joseph Conrad y Aubrey Beardsley.
Su primer libro de poemas, Days and Nights (1889), estaba formado por monólogos dramáticos. En su obra posterior se aprecia el profundo influjo de los poetas franceses, en particular Charles Baudelaire y Paul Verlaine. Esta tendencia se refleja tanto en la materia como en el estilo de los poemas, en su erotismo y en la viveza de la descripción. Symons contribuyó con poemas y ensayos al Yellow Book, publicación literaria aparecida entre 1894 y 1897. Entre estas colaboraciones se incluyen su importante ensayo, más tarde ampliado en libro, The Symbolist Movement in Literature, obra que atrajo la atención de escritores en lengua inglesa tan importantes como William Butler Yeats y T. S. Eliot hacia la estética simbolista. De 1895 a 1896 Symons editó, junto con Aubrey Beardsley y Leonard Smithers, The Savoy, publicación de arte y literatura; colaboradores notables de la misma fueron Yeats, George Bernard Shaw y Joseph Conrad.
En 1902 Symons publicó una antología de su poesía temprana con el título de Poems. Asimismo, tradujo del italiano las obras de Gabriele D'Annunzio La città morta ('La ciudad muerta', en inglés, 'The Dead City', 1900) y Los hijos del placer (1898), y del francés, El amanecer (1898), de Émile Verhaeren. Prologó el libro The Poems of Ernest Dowson ('Los poemas de Ernest Dowson', 1905) sobre este poeta, muerto en 1900, que había sido una especie de Verlaine inglés, y por el cual Symons sentía devoción. En 1907, contribuyó a la publicación del primer libro de poesía de James Joyce, Música de cámara. En 1909, Symons sufrió un ataque psicótico y ya no volvería a publicar nuevas obras durante más de veinte años.

## Obra

### Poesía
- Days and Nights (1889)
- Silhouettes (1892)
- London Nights (1895)
- Amoris victima (1897)
- Images of Good and Evil (1899)
- Poems (2 vols.), (1902)
- A Book of Twenty Songs (1905)
- Knave of Hearts (1913; poemas escritos entre 1894 y 1908)
- Love's Cruelty (1923)
- Jezebel Mort, and other poems (1931)

### Ensayo
- Studies in Two Literatures (1897)
- Aubrey Beardsley: An Essay with a Preface (1898)
- The Symbolist Movement in Literature (1899; 1919)
- Cities (1903), semblanzas literarias de ciudades como Roma, Venecia, Nápoles, Sevilla, etc.
- Plays, Acting and Music (1903)
- Studies in Prose and Verse (1904)
- Spiritual Adventures (1905)
- Studies in Seven Arts (1906).
- Figures of Several Centuries (1916)
- Studies in the Elizabethan Drama (1919)
- Charles Baudelaire: A Study (1920)
- Confessions: A Study in Pathology (1930; libro que contiene una descripción de su enfermedad y del tratamiento recibido)
- A Study of Walter Pater (1934)